# 克內爾峰
克內爾峰（英語：Kennel Peak）是南極洲的山峰，位於瑪麗伯德地，處於羅克尼嶺以北1公里，屬於德馬斯山脈的一部分，美國地質調查局根據測量和美國海軍拍攝的空中照片繪入地圖，現時由南極條約體系管理。